# Questa ragazza è di tutti
(Owen)
Questa ragazza è di tutti (This Property Is Condemned) è un film del 1966 diretto da Sydney Pollack. È ispirato al dramma di Tennessee Williams Questo luogo è proibito.

## Trama
Nel pieno della grande depressione, nella cittadina di Dodson, nei dintorni di Memphis, la locanda-pensione di Hazel Starr è il ritrovo abituale di ferrovieri e viaggiatori. Senza il sostegno del marito, andatosene anni prima, la donna, rimasta sola con le due figlie, l'adolescente Willie (narratrice della storia, in flashback) e la giovane Alva, sfrutta come richiamo per gli affari l'affascinante figlia maggiore, con l'intenzione di sistemarla con un ricco uomo di mezz'età in modo che tutte e tre possano abbandonare quella vita di miseria.
I suoi piani sono sconvolti dall'arrivo di Owen Legate, che affitta una stanza presso di loro per qualche giorno, e del quale Alva si innamora, perché per lei lo straniero rappresenta quel mondo fantastico che finora ha solo potuto immaginare, il sogno della grande città, New Orleans. Lui ne respinge fermamente le attenzioni, perché non gli piacciono i modi aggressivamente seduttivi della ragazza (crede che lei non si limiti a flirtare con gli avventori della locanda, ma conceda loro anche il proprio corpo) e perché sa di non poter stringere legami con gli abitanti del luogo, a causa del suo incarico: è stato inviato dalle ferrovie per operare un massiccio piano di licenziamenti, che potrebbe significare la rovina per l'intera Dodson, che sopravvive solo grazie alla presenza di uno scalo ferroviario.
La rivelazione del vero motivo della presenza di Owen in città causa la violenta reazione dei ferrovieri, un gruppo dei quali arriva a picchiarlo. Alva, dopo un'iniziale reazione negativa per solidarietà verso le persone con cui è vissuta, lascia prevalere l'attrazione per lui, il quale infine cede al suo fascino e ne ricambia i sentimenti.
Owen vorrebbe portare con sé Alva a New Orleans ma, alla vigilia della partenza, si convince, a torto, che lei abbia preferito il legame con un ricco pensionante organizzatole dalla madre e l'abbandona, deluso. Alva, con il cuore spezzato, si ubriaca e per spregio nei confronti della madre che ha rovinato le sue possibilità di iniziare una nuova vita ne sposa l'amante, J.J. Nichols, che ha sempre desiderato la figlia più della madre. Ma durante la prima notte di nozze lo deruba e scappa a New Orleans, dove incontra Owen con il quale inizia una felice convivenza.
Ma l'idillio è destinato ad essere di breve durata. Attraverso una lettera che Alva ha spedito a Willie per invitarla a raggiungerli e vivere con loro, Hazel riesce a trovarli e, scoperto che non sono disposti a cedere alle sue richieste, rivela ad Owen che Alva si è sposata. La ragazza, disperata, fugge sotto la pioggia. Si ammalerà fino a morirne.

## Titolo
Il titolo originale significa "Questo edificio è pericolante" e si riferisce tanto alla locanda-pensione Starr, ormai abbandonata, quanto alla protagonista Alva, nevrotica, disperata sognatrice, dal precario equilibrio psichico, divisa fra una favolosa vita immaginaria (rappresentata dal vagone abbandonato Miss Alva, decorato per lei dal padre) e una degradata realtà quotidiana (rappresentata dalla pensione), destinata alla sconfitta.

## Ispirazione e influenze
L'atto unico di Tennessee Williams, This Property Is Condemned (o Forbidden), si limitava a mettere in scena l'adolescente Willie che, camminando lungo un binario morto, raccontava la tragica storia della sorella maggiore ad un coetaneo incontrato per caso. Nella trasposizione cinematografica questa diventa invece solo la cornice narrativa di un lungo, unico flashback, molto più dettagliato (in Williams, erano assenti le allusioni alla Depressione e la storia d'amore era solo tratteggiata) che diventa una sorta di "nuovo" testo williamsiano, ispirato ai suoi temi e al suo stile.
Prima che vi lavorassero Coe, Coppola e Summer, alla sceneggiatura avevano messo mano in precedenza parecchie persone. Il film era stato originariamente pensato per John Huston e la protagonista avrebbe dovuto essere Elizabeth Taylor.
Con questo suo primo film personale, dopo il poco sentito esordio La vita corre sul filo (1965), Pollack rende omaggio a Elia Kazan, che considera «il più grande regista americano», soprattutto al suo cinema di origine teatrale, facendo un film "alla Kazan" senza ricercare la ricostruzione filologica, ma con spirito nuovo. In particolare, il film ha più di un punto in comune con Splendore nell'erba, a partire dall'attrice protagonista (anche se il ruolo fu offerto inizialmente a Elizabeth Taylor). La sequenza del pestaggio di Owen ricorda invece il finale di La dolce ala della giovinezza (1962) di Richard Brooks.

## Estetica e stile
Il film presenta una particolare cura nella fotografia ed una notevole attenzione nell'uso del colore, tanto vivo quanto ammorbidito dalla patina del passato, smorzato attraverso la rinuncia all'uso di luci artificiali, le riprese regolarmente in controluce, che fanno apparire i personaggi in un tono color pastello su uno sfondo sempre chiaro, ed una serie di espedienti artigianali ma efficaci (furono bruciati fuori campo degli pneumatici per dare al cielo una tonalità grigia, alberi e erba furono trattati per avere un color verde sporco, le pietre bianche dei binari furono dipinte di nero). Sia il Dizionario Mereghetti che il Dizionario Morandini sottolineano il lavoro del direttore della fotografia James Wong Howe.

## Accoglienza
All'epoca il film non fu particolarmente apprezzato e valse solo una nomination ai Golden Globe per Natalie Wood, che aveva fortemente voluto un film nel quale poter esprimere a pieno le proprie doti drammatiche.
Il Dizionario Mereghetti gli attribuisce un giudizio di due e mezzo su quattro, il Dizionario Morandini di tre su cinque. Il regista Gianni Amelio lo considera uno dei film migliori di Sydney Pollack, «una ballata malinconica narrata con finezza e pudore».